# Bakenrenef
A XXIV. dinasztia azonos nevű fáraóját lásd itt: Bakenranef.

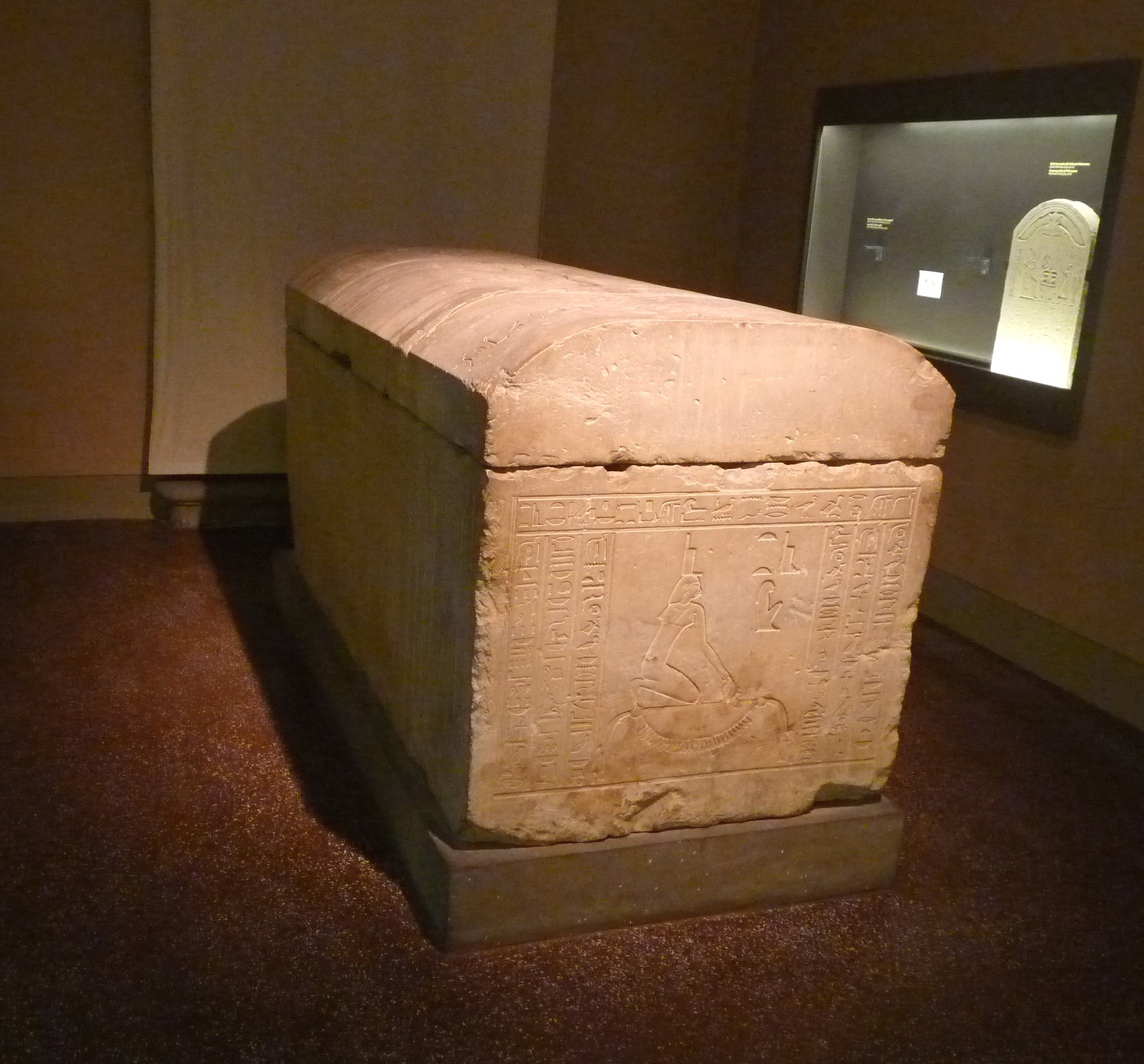
Bakenrenef szarkofágja Firenzében

Bakenrenef vagy Bakenranef ókori egyiptomi vezír volt, Alsó-Egyiptom vezírje a XXVI. dinasztia idején, I. Pszammetik uralkodása alatt. 
Apja Padineith polgármester, anyja Tageb. Bakenrenef főleg nagyméretű szakkarai sziklasírjáról ismert, melynek domborművei a Halottak Könyve és az Amduat könyve jeleneteit ábrázolják. A sírt a XXX. dinasztia idején újabb temetkezésekhez használták. Díszítése nagyrészt még ép volt a 19. század közepén, mikor Lepsius expedíciója felfedezte és lemásolta; azóta vandalizmus áldozata lett, a domborművek nagy részét leszedték és múzeumoknak, valamint magángyűjtőknek adták el. Körülbelül húsz évig egy olasz régészcsoport tárta fel a sírt, Bakenrenef mészkő szarkofágja ma a firenzei Nemzeti Régészeti Múzeumban található.

## Fordítás
Ez a szócikk részben vagy egészben  a   Bakenrenef (vizier) című angol Wikipédia-szócikk ezen változatának fordításán alapul.  Az eredeti cikk szerkesztőit annak laptörténete sorolja fel. Ez a jelzés csupán a megfogalmazás eredetét és a szerzői jogokat jelzi, nem szolgál a cikkben szereplő információk forrásmegjelöléseként.

## Külső hivatkozások
- 3D Reconstruction of the tomb
- The tomb, as it was published by Lepsius expedition